# Полтавська сільська рада (Костянтинівський район)
| Полтавська сільська рада — колишній орган місцевого самоврядування у Костянтинівському районі Донецької області з адміністративним центром у с. Полтавка. Сільській раді підпорядковані населені пункти: - с. Полтавка - с. Попів Яр - с. Русин Яр |

## Склад ради
Рада складається з 16 депутатів та голови.

## Керівний склад сільської ради
| ПІБ                     | Основні відомості                                                                       | Дата обрання | Дата звільнення |
| ----------------------- | --------------------------------------------------------------------------------------- | ------------ | --------------- |
| Маслов Євген Васильович | Сільський голова, 1944 року народження, освіта, член Партії регіонів                    | 26.03.2006   | 31.10.2010      |
| Маслов Євген Васильович | Сільський голова, 1944 року народження, освіта середня спеціальна, член Партії регіонів | 31.10.2010   |                 |

Примітка: таблиця складена за даними джерела